# Gymnasium Sacre Coeur Wien
Das Gymnasium Sacré Cœur ist eine private katholische allgemeinbildende höhere Schule am Rennweg im 3. Wiener Gemeindebezirk Landstraße. Die Schule existiert seit 1868 und zählt derzeit rund 720 Schüler.

## Geschichte
Auf Geheiß der Generaloberin der Gesellschaft vom heiligsten Herzen Jesu wurde 1867 das Palais Dietrichstein (das ehemalige Kaunitzschlössel) aufgekauft und dort 1868 mit zwölf Schülern der Schulbetrieb aufgenommen. Um mit dem Anwachsen der Schule Schritt halten zu können, wurden später weitere Grundstücksankäufe getätigt. 1869 wurden die sterblichen Überreste des Herz-Jesu-Priesters Père de Tournély überführt. Er ruht heute in einer Seitenkapelle der später errichteten Kirche.
1872 wurde ein mittlerweile wieder abgerissener neuer Schultrakt errichtet und von 1872 bis 1875 die zur Schule gehörende und mittlerweile denkmalgeschützte Kirche erbaut. 1892 wurde der heutige Klostertrakt mit ehemaliger Marienkapelle als „Fremdenhaus“ errichtet. Gleichzeitig wurde der Schule eine „Armen-“ und später eine Nähschule angeschlossen. Hierdurch sollte mittellosen Mädchen Unterricht ermöglicht werden. Die Schule wurde in der Folge mehrfach von Mitgliedern der österreichischen Kaiserfamilie besichtigt. Unter anderen besuchten Kaiser Franz Joseph und seine Gattin Elisabeth von Österreich-Ungarn die Anstalt.
1869 wurde die nun an Stelle der Nähschule dem Pensionat und Halbinternat angeschlossene Bürgerschule mit dem Öffentlichkeitsrecht ausgestattet. Während des Ersten Weltkrieges (1914–1918) war in dem Schulgebäude ein Lazarett untergebracht. Zum 50-jährigen Jubiläum wurde das Pensionat 1918 wieder eröffnet. 1926 wurde das Reform-Realgymnasium eingeführt. 1936 erhielt die Schule insgesamt das Öffentlichkeitsrecht, und die ersten Ordensschwestern des Hauses begannen zu studieren. Allerdings wurde nach dem Anschluss Österreichs an das Deutsche Reich 1938 den Ordensschwestern das Unterrichten untersagt. Teile des Schulgebäudes mussten daher vermietet werden. Während des Zweiten Weltkrieges (1939–1945) diente das Gebäude abermals als Lazarett. Durch Bombenangriffe wurde es beschädigt.
Nach dem Zweiten Weltkrieg wurden große Teile der Schulgebäude während der Zeit Wiens als Viersektorenstadt durch die Briten bis 1948 genutzt. Trotzdem konnte der Schulbetrieb mit 50 Kindern wieder aufgenommen werden. Hierbei entstanden Kindergarten, Volksschule und Realgymnasium. 1955 erfolgte eine Aufstockung des alten Pensionatsgebäudes und in den 1960er Jahren die Eröffnung einer Turnhalle und eines Studentinnenheimes. 1979 ging die Trägerschaft der Schule im Rahmen eines Bestandsvertrages an die Erzdiözese Wien, inzwischen Schulstiftung der Erzdiözese Wien, über. Das Studentinnenheim wurde 1989 an die Erzdiözese veräußert und das Gebäude anschließend der Nutzung durch die Volksschule und den Kindergarten zugeführt.
1995 wurde ein neuer Trakt errichtet, in dem das Gymnasium untergebracht ist, und es wurden Sonderunterrichtsräume erstellt. Anlässlich des 200-jährigen Bestehens der Gesellschaft vom heiligsten Herzen Jesu (Sacré Cœur) kam es zu einer Ausstellung über die Geschichte der Schule und des Ordens. Außerdem wurde aus diesem Anlass ein Kurzfilm über die Schule gedreht. 2002 erfolgte der Ausbau des Dachbodens, um weitere Klassen sowie einen Aufenthaltsraum für die Schüler der Oberstufe unterbringen zu können.

## Allgemeines
Auf Basis der fünf Sacré-Cœur-Erziehungsziele bietet die Schule eine umfassende Allgemeinbildung mit einem Schwerpunkt auf den Fremdsprachen (Englisch, Latein, Französisch, Spanisch, Italienisch, Mandarin-Chinesisch, Russisch). In jedem Jahrgang gibt es zudem mindestens eine Europa-Klasse, die bilingual in Englisch und Deutsch unterrichtet wird. Der zweite Schwerpunkt sind die Naturwissenschaften (Biologie, Physik, Chemie, Informatik), die ab der ersten Klasse in zusätzlichen freiwilligen Kursen fächerübergreifend und anwendungsorientiert unterrichtet werden. Außerdem nehmen die Schüler während der 7. Klasse am Sozialprojekt „Compassion – Soziale Verantwortung lernen“ sowie an weiteren Projekten teil.
Die Schule ist ein Teil des internationalen Netzwerks der Sacré-Cœur-Schulen, daher besteht für die Schüler die Möglichkeit, an Austauschprogrammen mit anderen Sacré-Cœur-Schulen zum Beispiel in den Vereinigten Staaten, Spanien, Frankreich oder Taiwan teilzunehmen, im Gegenzug besuchen auch Schüler aus diesen Ländern das Gymnasium Sacré Cœur in Wien. Von der EU unterstützte Comenius-Projekte ergänzen den internationalen Charakter dieser Schule.